# 江南省
江南省（こうなん-しょう、満洲語: ᡤᡞᠶᠠᠩᠨᠠᠨ
ᡤᠣᠯᠣ　転写：giyangnan golo）は清朝に存在した省。現在の江蘇省及び安徽省、上海市に相当する。

## 歴史
江南省の前身は明代の南直隷省である。清朝成立直後、南明政権による反清運動があり、国内の安定と税収の確保を目指した清朝は当時経済の中心地であった江南地方の行政管理の強化を目標に、1645年（順治2年）に江南省を設置、省府を江寧府（現在の南京市）に設置した。
1667年（康熙6年）、江南省は江蘇省及び安徽省に分割された。

## 経済
清初の江南地域は経済が特に発展し江南省のみで清朝歳入の三分の一を占めていた。また豊な経済を背景に科挙において多数の合格者を輩出している。